# 라파엘 판 데르파르트
라파엘 페르디난트 판데르파르트(네덜란드어: Rafael Ferdinand van der Vaart ˈraːfaːɛl vɑn dɛr ˈvaːrt[*], 1983년 2월 11일, 헤임스케르크 ~)는 네덜란드의 전 프로 축구 선수로 네덜란드 국가대표팀 일원으로 활약한 공격형 미드필더이다.
판데르파르트는 아약스의 유소년 아카데미를 졸업하여 17세의 나이에 1군 첫 경기를 치렀다. 플레이메이커 능력을 지닌 그는 요한 크라위프와 견주어지곤 했다. 그는 아약스에서 활약하는 도중 네덜란드 올해의 신인 선수로 선정되었고, 골든 보이상의 초대 수상자로도 선정되었다. 그는 분데스리가의 함부르크에 입단한 후, 레알 마드리드와 토트넘 홋스퍼를 거쳐 2012년에 다시 함부르크에 입단했다.
판데르파르트는 2001년과 2013년 사이 네덜란드 대표팀 일원으로 109경기에 출전했다. 그는 조국을 대표로 3차례의 UEFA 유럽 축구 선수권 대회와 2차례의 FIFA 월드컵에 참가했다.

## 유년 시절
판데르파르트는 헤임스케르크에서 네덜란드인 아버지와 카디스 주 치클라나 데 라 프론테라 출신 스페인인 어머니 사이에서 났다. 아약스에 합류하기 전, 그는 인근 베버르베이크 연고 구단 더 켄네르머르스에서 축구를 했다. 그는 이동주택촌에서 "집시같은 삶"을 살며 유년 시절을 보냈고, 축구를 하며 호마리우인 척 했다. 그가 축구를 배운 것은 이동주택촌에서였고, 10세가 되었을 때, 그는 아약스 유소년 아카데미에 입학했다. 판데르파르트는 자신의 교육에 대해 "그곳은 저희 가족이 살던 곳입니다. 제 아버지도 거기서 태어났고, 늘 그렇게 살아오셨습니다. 아마도, 평범한 삶은 아니었겠지만, 저는 항상 이렇게 사는 방식을 좋아했습니다. 저는 늘 거리에서 축구를 했습니다. 쉬운 삶을 살다가, 10살이 되었을 때 아약스로 가 그곳에서 거의 12년을 뛰었습니다"라고 말했다.

## 클럽 경력

### 아약스
판데르파르트는 국가대표팀 동료인 욘 헤이팅하와 베슬레이 스네이더르와 함께 아약스 유소년 아카데미를 졸업했다. 그는 10세의 나이에 시험 훈련을 목적으로 계약했지만, 감독진에 인상을 준 후 정식적으로 입학했다. 17세로 장성한 판 데르 파르트는 2000년 4월 19일, 1-1로 비긴 덴 보스흐와의 1999-2000 시즌 경기에서 아약스 1군 경기에 처음으로 출전했다.

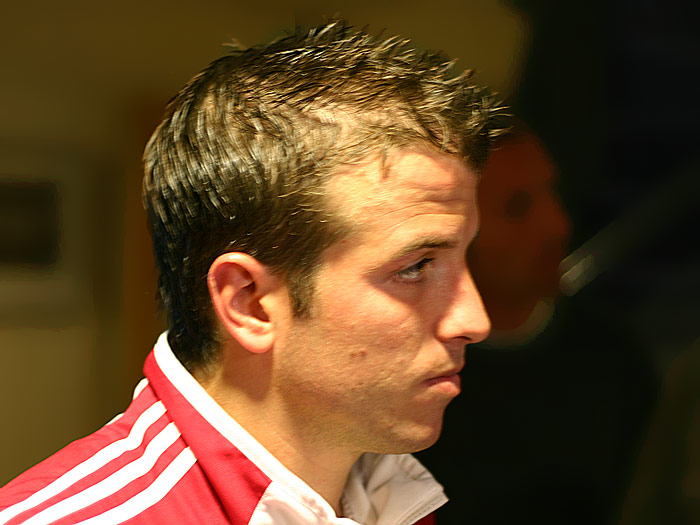
판 데르 파르트는 1993년과 2005년 사이 아약스 소속이었다.

2000-01 시즌, 아약스의 코 아드리안서 감독은 판 데르 파르트를 공격형 미드필더로 기용해 그의 출전 시간을 늘렸다. 그는 이탈리아의 칼초매니저 주관으로 유럽 올해의 신인 선수로 선정되었다.
그 다음 시즌, 판 데르 파르트는 무릎 중상으로 몇 달 간 출전하지 못했다. 복귀한 지 얼마 지나지 않아, 그는 2002년 4월 2일에 같은 무릎에 또 부상을 당해 반월상연골 전체를 없애는 수술을 받았고, 이 부상으로 아약스가 에레디비시를 우승하고 위트레흐트를 꺾고 KNVB 우승컵을 들어올릴 때 현장에 같이할 수 없었지만, 네덜란드 올해의 신인 선수로 선정되었다.
2002-03 시즌, 아약스는 암스테르담 대회를 우승했지만, 판 데르 파르트의 출전 기회는 리그 21번에 그쳤고, 이 기간에 18골을 기록했다. 기량을 회복하고 복귀한 뒤, 그는 리옹과의 중요한 UEFA 챔피언스리그 원정 일전에서 골을 기록해, 아약스의 결선 토너먼트 진출에 일조했다.
2003-04 시즌 전반, 그는 형편 없는 활약을 펼쳤다. 판 데르 파르트도 자신이 과체중이라는 것을 인정했고, 언론은 그의 전 이성친구이자 음악 공장 VJ로도 알려진 실비 메이스의 연예인 같은 삶을 질타하기도 했다. 그는 또다시 주축 선수로 활약해 아약스가 또 리그 우승을 거두는 데 큰 도움을 주었다. 당시, 판 데르 파르트는 아약스의 거물들 중 한 명으로 입지를 굳건히 다졌고, 네덜란드의 최고 인기 선수들 중 한 명으로 꼽혔다.
2004-05 시즌, 로날트 쿠만 감독은 그를 신임 주장으로 임명했다. 2004년 8월 18일, 스웨덴과의 친선전에서, 그는 전 아약스 동료인 즐라탄 이브라히모비치에 부상되었고, 이 사건으로 이브라히모비치는 2주 후에 유벤투스로 매각되었고, 그에 앞서 스웨덴 국가대표가 고의로 판 데르 파르트에게 부상을 입히려 했다는 주장이 제기되었다. 그 결과, 판 데르 파르트는 이브라히모비치의 공격수 자리를 가져갔다. 그는 자신이 선호하는 임무를 맡지 않은 데에 불만을 제기했고, 12월 UEFA 챔피언스리그 경기에서 측면을 맡은 것을 거절한 후, 쿠만 감독은 그의 완장을 박탈했다.
9월, 덴 하흐와의 리그 경기에서, 상대 지지자들이 메이스를 겨냥한 연호를 해 주심에 일시적으로 경기를 중단하기도 했다. 이 사건과, 지긋지긋하게 이어져 온 부상 문제로, 그는 아약스에서의 5시즌 간 시즌 평균 23경기 출장을 기록하는데 그쳤고, 그는 시즌 종료와 함께 이적할 것임을 밝혔다.

### 함부르크
이 시점에서, 판 데르 파르트의 활약은 유럽의 주요 상위 구단들의 관심을 불러모았다. 그는 전부터 밀란의 진심어린 제의를 받았지만, 2005년 여름에 독일 분데스리가의 함부르크로 이적했다. 판 데르 파르트의 함부르크 이적은 2005년 6월 1일, €5.5M에 진행되었고, 많은 이들의 눈썹을 치켜올리게 했다. 다수의 1부 리그 타 구단들은 미드필더의 영입에 관심을 가졌지만 함부르크를 선택했기 때문이다. 아약스의 전설 요한 크라위프는 이 사태에 대해 더 텔레흐라프의 사설란에 "저는 이 사태에 무엇을 말해야 할지, 아니면 라파엘 판 데르 파르트가 함부르크에서 무엇을 하는지 모르겠습니다"라고 기재했다. 그는 함부르크가 그 시즌 원정 경기에서 인상적인 활약을 펼치는데 큰 역할을 해냈고, 시즌 처음 네 경기에서 모두 한 골씩 득점했다. 사실, 처음 한 시즌 반 동안 독일 구단에서 활약하면서, 함부르크는 그가 출전한 원정 경기에서 단 한 경기도 패하지 않았다. 판 데르 파르트는 첫 시즌을 함부르크 최다 득점자로 마쳤고, 리그를 3위로 끝냈으며, UEFA 인터토토컵 2005 우승도 거두었다.
그는 2006-07 시즌에 주장으로 선임되었다. 이 시즌은 구단 역사상 가장 힘든 시즌 중 한 시즌으로 회자되며, 판 데르 파르트는 UEFA 챔피언스리그 조별 리그 경기에서 3골을 기록했지만, 조기에 탈락했고, 푸스발-분데스리가 최하위를 몇 달 동안 기어다녔으며, 판 데르 파르트 자신도 시즌 내내 부상으로 고생했다. 그러나, 판 데르 파르트와 같은 국적인 휘프 스테번스가 지휘봉을 잡으면서, 함부르크의 순위는 수직 상승하였고, 시즌을 7위의 준수한 성적으로 마치면서 UEFA 인터토토컵에 진출했고, 같은 대회의 우승을 거두었다.
스페인의 레알 마드리드로부터 관심을 받았지만, 판 데르 파르트는 "저는 함부르크에서 한 시즌 더 보낼 예정입니다."라고 벨트 암 존타크에서 의견을 밝혔다. 그는 "우리는 이제 무언가를 이룩하려는 선수단을 만들었습니다"라고 덧붙였다. 2007-08 시즌, 판 데르 파르트는 함부르크 소속으로 12번의 리그 골을 기록했고, 리그에서 4위로 마쳤으며, UEFA컵에서는 16강 진출의 성적을 냈다. 취리히와의 UEFA컵 원정 경기에서 승리할 때, 그는 발목 인대 부상으로 몇 주 동안 활동하지 못했다. 첼시와 발렌시아와 같은 타 구단들의 관심에도 불구하고, 그는 시즌 말까지 함부르크에 남을 것임을 밝혔지만, 계약 연장에 서명하는 데에는 회의적이었다.

### 레알 마드리드
"라파엘 판 데르 파르트는 훌륭한 기량, 시야, 그리고 재능을 지닌 선수입니다. 우리는 그가 이미 강력한 선수단을 완성시킬 선수일 것이라 생각합니다."

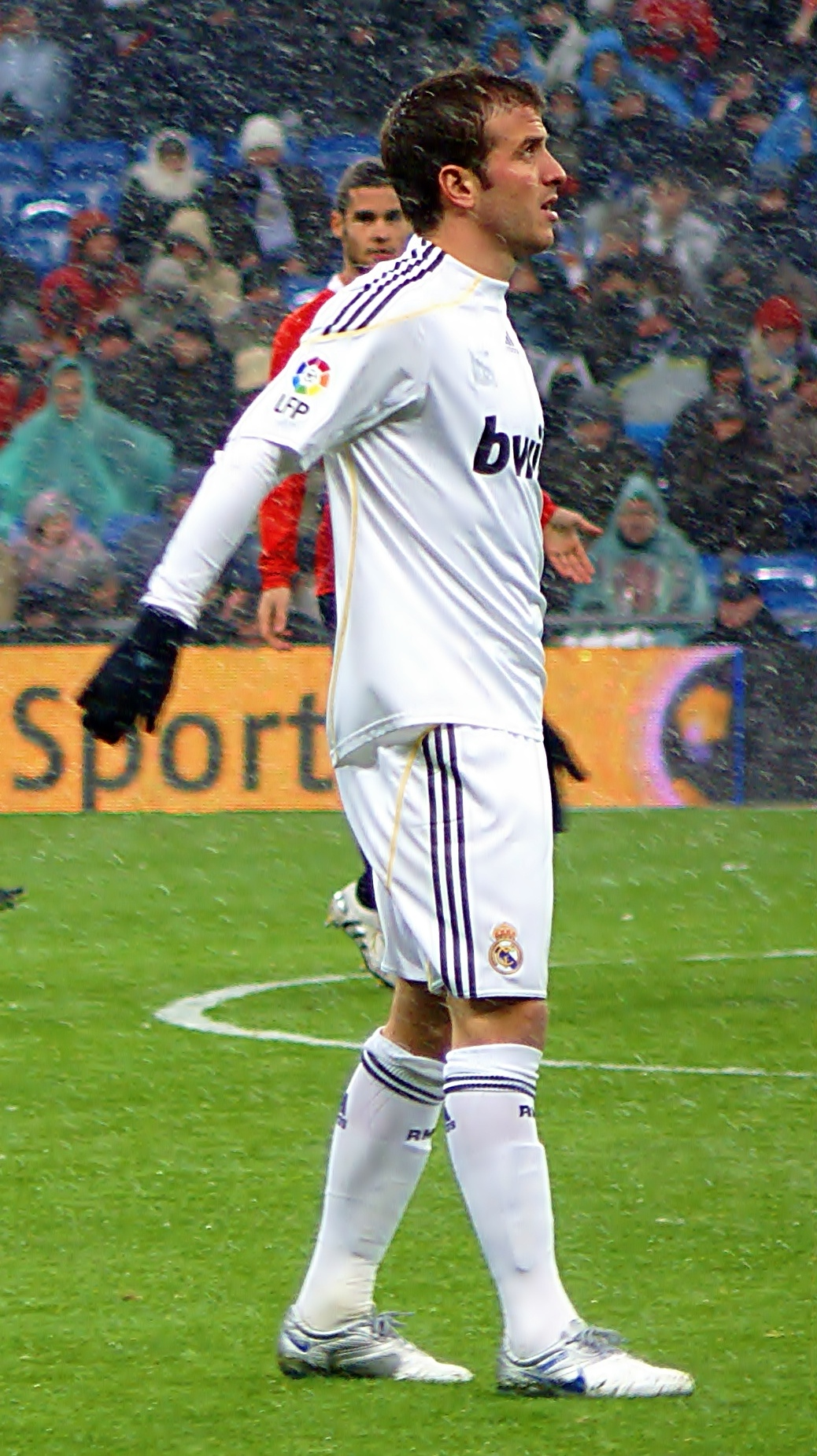
레알 마드리드의 판 데르 파르트

2007-08 시즌 종료를 앞두고, 판 데르 파르트는 아틀레티코 마드리드와 유벤투스를 포함한 다수 구단의 제의를 받았다. 아틀레티코는 네덜란드인에게 €15M의 제의를 했지만, 함부르크가 거절했고, 결국, 판 데르 파르트는 이웃 구단에 입단했다.
2008년 8월 4일, 레알 마드리드와 함부르크는 €13M에 판 데르 파르트의 이적을 놓고 합의를 보았고, 그는 2008년 여름에 레알 마드리드가 영입한 유일한 선수였다. 그는 비공개 이적료에 5년짜리 계약서에 서명했다. 나흘 후, 판 데르 파르트는 2-1로 이긴 콜롬비아의 인데펜디엔테 산타 페와의 경기에 신고식을 치렀는데, 그는 동점골을 기록한 뒤 결승골을 도왔다.
8월 31일, 호비뉴가 맨체스터 시티로 이적해 공석이 된 10번을 본래 23번이었던 베슬레이 스네이더르가 달게 되면서, 그도 등번호를 19번에서 자신이 선호하는 23번으로 변경했다. 그는 레알 마드리드의 첫 리그 경기에서 득점을 올렸는데, 소속 구단은 누만시아에 4-3 승리를 거두었다. 9월 24일, 그는 스포르팅 히혼과의 경기에서 처음으로 해트트릭을 기록해 7-1 대승에 일조했다. 2008년 10월, 판 데르 파르트는 발롱도르 후보로 지목된 다수의 라 리가 선수들 중 한 명이었지만, 최종적으로 맨체스터 유나이티드의 공격수이자 나중에 동료가 되는 크리스티아누 호날두가 차지했다. 판 데르 파르트는 2008-09 시즌 후반기에 들어 후안데 라모스 감독에 의해 전술 변화용 후보 선수로 주로 기용되었고, 감독과 선수 사이에 불화가 있다는 추측이 나왔다. 아스널, 첼시, 그리고 리버풀 이적설이 나왔지만, 그는 잉글랜드 구단들과의 접촉을 일체 부인했다.
2009년 여름, 판 데르 파르트는 마누엘 페예그리니 감독의 선수단 계획에서 밀려나 레알 마드리드를 떠날 것으로 추측되었다. 그의 등번호 23번은 시즌 전 일정 도중에 에스테반 그라네로에게 넘어가기도 해, 그의 등번호가 일시적으로 없어지기도 했다. 그러나, 여름 이적 시장 종료를 앞두고 선수단 정원이 25명으로 줄면서 그는 레알 마드리드 잔류에 합의를 보았지만, 네덜란드인 동료 베슬레이 스네이더르, 아르연 로번, 그리고 클라스-얀 휜텔라르 모두 구단을 떠났다. 판 데르 파르트는 본래 사용하던 등번호 23번을 다시 받았고, 그라네로는 24번으로 변경되었다. 4경기를 치르고서야 페예그리니는 비야레알과의 9월 23일 경기를 앞두고 선수단에 그의 이름을 넣었다. 카카의 부상으로 판 데르 파르트는 하얀 군단 (Los Blancos)의 주축 선수로 활약할 기회를 다시 받았다. 12월 20일, 그는 6-0으로 이긴 사라고사전에서 2골을 추가했다. 그는 2010년 5월 16일, 말라가와의 경기에서 레알 마드리드 소속으로 마지막 골을 기록했다. 판 데르 파르트는 레알 마드리드에 최소한 계약이 끝나기 전까지 잔류할 의사를 밝혔다.

### 토트넘 홋스퍼
2010년 8월 31일, 이적 시장 종료 2시간을 앞두고, 토트넘 홋스퍼는 판 데르 파르트에게 £8M의 제의를 했다. 해리 레드냅 감독에 의하면 £18M의 바이에른 뮌헨 이적이 전날 취소되어 판 데르 파르트 가격이 내려가 영입할 수 있었다 말했지만, 레알 마드리드는 가격 인하에 대한 소문을 일체 부인했다. 토트넘과 레알 마드리드의 협상에 사용된 컴퓨터 서버 문제로, 필수 서류 제출에 문제를 야기했고, 토트넘 측은 프리미어리그 사무측에 이적 결재를 위해 이례적으로 시간 연장을 요청했다. 9월 1일, 프리미어리그 사무측은 토트넘이 "기술적 문제"로 이례적으로 연장한 시간 안에 정상적으로 이적이 허락되었다고 확인했다. 그는 화이트 하트 레인에서 4년짜리 계약을 체결했다. 판 데르 파르트는 토트넘에서 등번호 11번을 사용할 것으로 발표되었다. 판 데르 파르트는 레알 마드리드에서 실패했다는 소문을 부인했는데, 그는 구단과 국가대표팀에서 최선의 모습을 보였으며, 새로 합류한 구단에서 자신의 진가를 발휘하고 싶다고 덧붙였다.

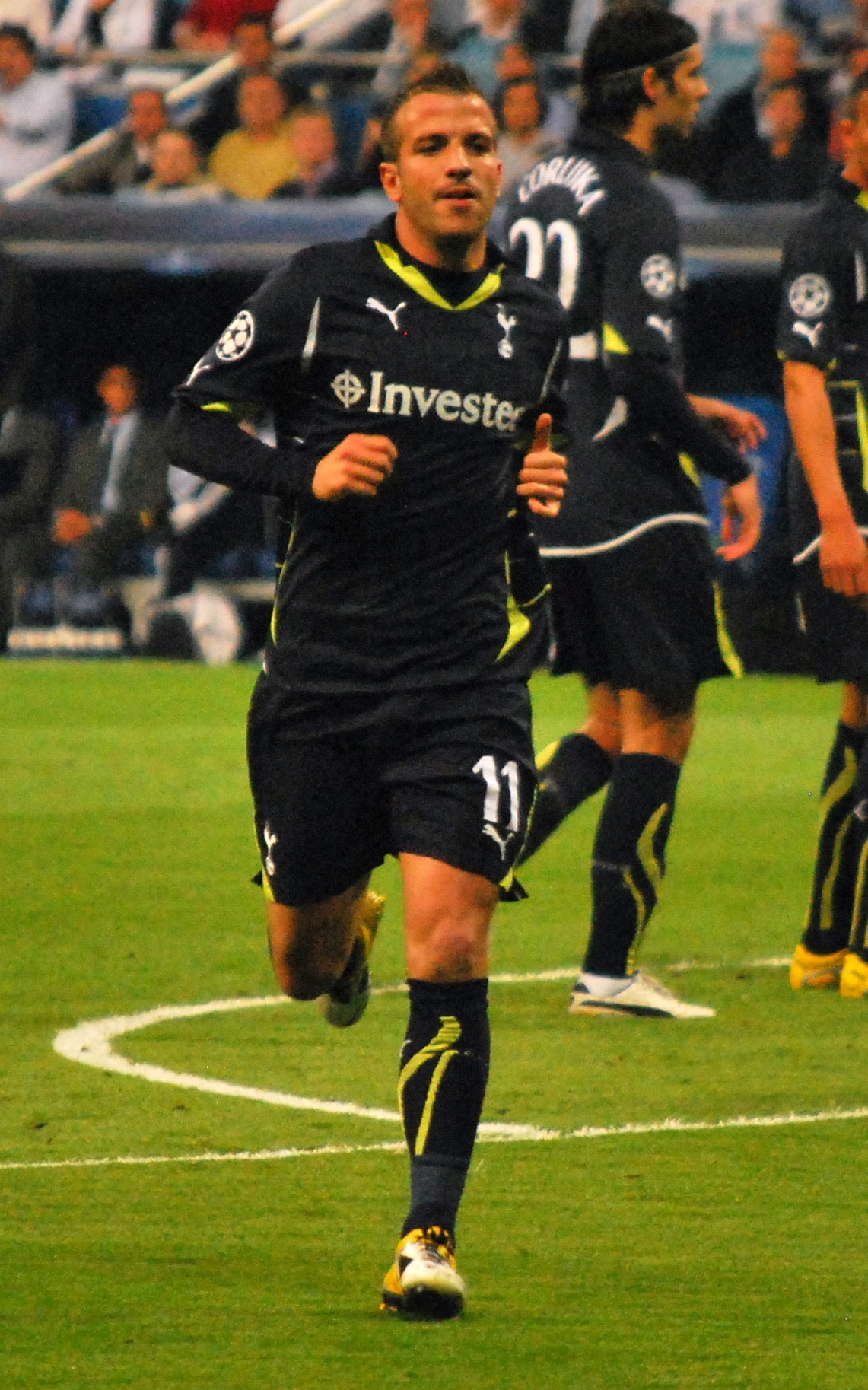
토트넘 홋스퍼의 판 데르 파르트

2010년 9월 11일, 판 데르 파르트는 1-1로 비긴 웨스트 브로미치 앨비언과의 경기에서 프리미어리그 첫 경기를 치렀고, 사흘 후에는 베르더 브레멘과의 UEFA 챔피언스리그 첫 경기를 치러 피터 크라우치의 골을 도와 원정에서 2-2 무승부를 거두었다. 2010년 9월 18일, 판 데르 파르트는 울버햄프턴 원더러스와의 경기에서 프리미어리그 1호골을 페널티킥으로 넣었고, 경기는 3-1 승리로 끝났다. 처음 4번의 프리미어리그 경기에서 3골을 기록하고, 두 번의 UEFA 챔피언스리그 경기에서 1골 1도움을 기록한 판 데르 파르트는 2010년 10월 4일, 골닷컴에 의해 세계 이 주의 선수로 선정되었다. 그는 10월 프리미어리그 이 달의 선수상을 받기도 했다. 판 데르 파르트는 힘줄 부상으로 12월 대부분 일정에 참가하지 못했지만, 그는 박싱 데이를 앞두고 돌아와 애스턴 빌라를 상대로 2골을 추가해 원정 2-1 승리를 견인했다. 4월 20일, 판 데르 파르트는 화이트 하트 레인에서 벌어진 아스널과의 북런던 더비 경기에서도 2골을 추가해 3-3 무승부에 일조하여 토트넘의 UEFA 챔피언스리그행 불씨를 살렸다. 이후, 판 데르 파르트는 화이트 하트 레인의 지지자들의 지지를 등에 업었다. 맨체스터 시티에게 패해 UEFA 챔피언스리그행이 좌절된 후, 토트넘은 다음 경기를 치르러 안필드로 이동했다. 판 데르 파르트는 22미터 지점에서 2-0 추가골을 기록해 토트넘에 UEFA 유로파리그 진출권을 안겨다 주었다. 그는 13골로 토트넘의 프리미어리그 최다 득점자로 시즌을 마무리했고, 그는 토트넘 득점의 25% 가량을 담당했으며, 9도움으로 최다 도움도 기록했다.
판 데르 파르트는 그 다음 시즌, 위건 애슬레틱과 아스널을 상대로 도합 두 골을 기록하며 시즌을 시작했다. 판 데르 파르트는 10월 16일, 뉴캐슬 유나이티드를 상대로 원정에서 페널티킥을 성공시켰으며, 블랙번 로버스전에도 2골을 추가해 2-1 승리를 견인하며 득점 행진을 이어나갔다. 10월 30일, 그는 3-1로 이긴 퀸스 파크 레인저스와의 경기에서 토트넘의 두 번째 골을 득점해 5경기에서 6골을 기록하여 상승세를 이어나갔고, 네덜란드인은 프리미어리그 5경기 연속 득점으로 테디 셰링엄과 로비 킨이 공유하던 토트넘의 최다 리그 경기 연속 득점 기록과 어깨를 나란히 했다. 12월 31일, 그는 스완지 시티와의 원정 경기에서 브누아 아수-에코토의 크로스를 골로 연결했다. 판 데르 파르트는 왓퍼드와의 FA컵 경기에서 장거리 1-0 결승골을 기록해 토트넘을 다음 라운드에 올려 놓았다. 그는 2012년 3월 17일, 볼턴 원더러스와의 화이트 하트 레인 안방 경기에 출전했고, 같은 경기에서 볼턴의 파브리스 무암바가 심장 마비로 쓰러졌었다. 판 데르 파르트는 나중에 이 사건이 "보기에 끔찍한 사건 ... 당연히 축구계에서 겪은 최악의 사건"이었다고 되짚었다. 그는 4월 29일, 블랙번 로버스와의 경기에서 시즌 10호골을 기록했고, 그 다음 경기인 볼턴과의 다음 경기에서도 골을 넣어 4-1 승리에 공헌했다. 그는 코너킥으로 루카 모드리치의 선제골도 도왔다.
여름 이적 시장에서 분데스리가 복귀에 대한 소문이 나오는 가운데, 함부르크와 샬케 04가 판 데르 파르트의 유력한 행선지로 거론되었지만, 당사자는 토트넘 잔류 의사를 밝혔다. 그러나, 이적 시장 막판에 무사 뎀벨레와 클린트 뎀프시가 풀럼에서 들어오고, 길비 시귀르드손이 앞서 입단하며, 토트넘은 중원이 포화되었고, 판 데르 파르트의 입지는 좁아지게 되었다.

### 함부르크 복귀

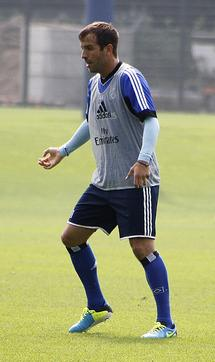
2013년, 함부르크의 판 데르 파르트

2012년 8월 31일, 판 데르 파르트는 전 소속 구단인 함부르크에 복귀했다. 그는 자신이 선호하는 등번호 23번을 받았고, 구단의 부주장 지위도 받았다. 9월 16일, 그는 아인트라흐트 프랑크푸르트를 상대로 함부르크 복귀전을 치렀다. 9월 22일, 판 데르 파르트는 도르트문트와의 경기에서 2도움을 배급해 함부르크에게 3-2의 근소한 승리를 안겼다. 그는 2-2로 비긴 묀헨글라트바흐와의 원정 경기에서 인상적인 득점을 올리기도 했지만, 중상을 당해 수 달 동안 활약하지 못했다.
2013년 1월 20일, 판 데르 파르트는 1-1로 비긴 뉘른베르크전에서 다시 경기장에 복귀했다. 4월 9일, 그는 하이코 베스테르만의 구단 주장직을 계승했다. 거의 두 달 동안 침묵했던 판 데르 파르트는 2013년 4월 20일 포르투나 뒤셀도르프전에서 2골을 추가해 안방 2-1 승리를 견인했다. 함부르크는 이후 판 데르 파르트와 계약을 연장하지 않기로 결정했다.

### 베티스
2015년 6월, 판 데르 파르트는 스페인의 승격 새내기 구단 베티스로 자유 이적했다. 9월 24일, 그는 1-2로 패한 데포르티보와의 라 리가 경기에서 구단 신고식을 치렀다.

### 미트윌란
2016년 7월 31일, 판 데르 파르트는 FC 미트윌란과 실케보르와의 덴마크 수페르리가 경기가 진행되는 와중에 알란 베데하우에와 미켈 베크만 요원과 함께 헤르닝 외곽의 MCH 아레나 방송식에서 포착되었다. 경기 후, 덴마크의 유로스포츠 2와의 생방송 인터뷰에서 클라우스 스테인레인 미트윌란 단장은 협상을 진행한다는 것을 부인했고, 미트윌란이 판 데르 파르트의 금전적 조건을 맞추기에 부족하다고 덧붙였다. 그러나, 나흘 후, 비데오톤과의 EUFA 유로파리그 2016-17 3차 예선전 경기를 앞두고, 스테인레인은 구단이 판 데르 파르트의 영입을 시도하고 있었다는 사실을 밝혔다.
8월 10일, 판 데르 파르트는 2년 계약을 맺고 미트윌란에 합류했다. 8월 28일, 판 데르 파르트는 0-0으로 비긴 인근 숙적 비보르와의 원정 경기에서 나이지리아 공격수 폴 오누아추와 교체로 들어가 수페르리가 신고식을 치렀다. 한 달도 안되어, 4번째로 출전한 경기에서, 판 데르 파르트는 수페르리가 1호골을 기록했는데, 그는 승격 새내기 호르센스와의 안방 경기에서 5-2 승리에 일조했다.

### 에스비에르 fB
2018년 8월 4일, 에스비에르 fB와 1년 계약을 맺었다.
2018년 11월 4일 현역에서 은퇴하였다.

## 국가대표팀 경력

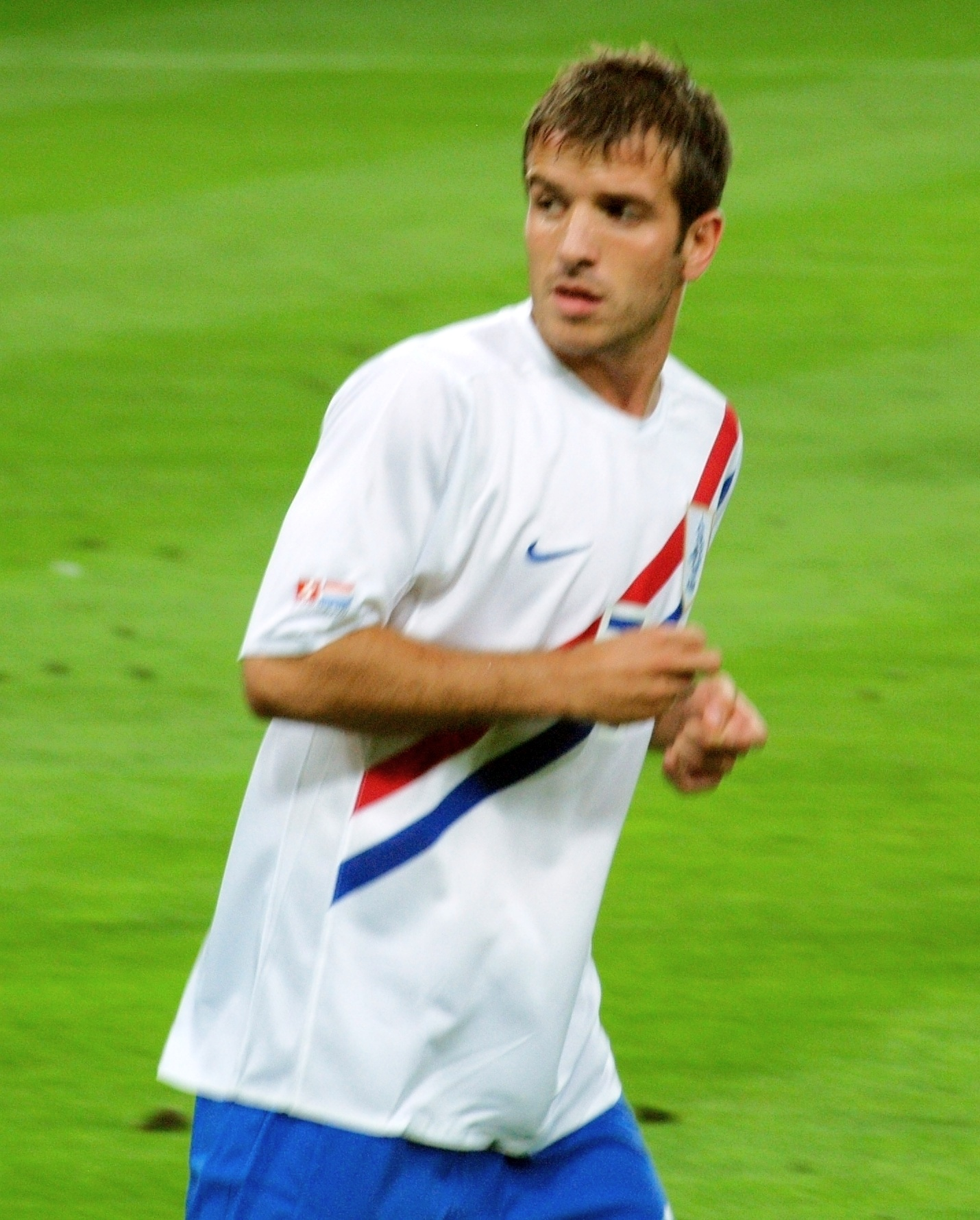
네덜란드 국가대표팀의 판 데르 파르트

판 데르 파르트는 청소년 대표팀 감독의 관심을 받아 청소년 국가대표팀에 차출되었다. 그는 2001년 FIFA 세계 청소년 축구 선수권 대회에서 동시대에 국가대표팀에서 활약한 마르턴 스테켈렌뷔르흐와 욘 헤이팅아와 함께 참가했고, 전 레알 마드리드 동료인 클라스-얀 휜텔라르와 아르연 로번도 같은 대회에 참가했다.
18세의 판 데르 파르트는 2001년 10월 6일, 안도라를 상대로 첫 성인 국가대표팀 경기를 치렀다. 그는 UEFA 유로 2004, UEFA 유로 2008, UEFA 유로 2012, 2006년 FIFA 월드컵, 그리고 2010년 FIFA 월드컵에 참가한 네덜란드 선수단의 일원이었다. 비록 다수의 예선 경기에 출전했지만, 판 데르 파르트는 본선에서 그리 운이 따르지 않았다. 그러나, 그는 2010년 FIFA 월드컵과 UEFA 유로 2012에서 히오바니 판 브론크호르스트와 마르크 판 보멀에 이어 국가대표팀 부주장을 맡았다. 2012년 8월 15일, 그는 벨기에에게 2-4로 패한 친선경기에서 네덜란드 국가대표팀 100번째 경기를 치렀다.
판 데르 파르트는 국가대표팀에서 주로 등번호 23번이나 10번을 사용한다.

### UEFA 유로 2004
네덜란드 대표팀은 UEFA 유로 2004에서 첫 경기에서 기대 이하의 활약을 펼치면서 딕 아드보카트 전 감독이 선수단을 판 데르 파르트에게 맞지 않는 배치 형태로 변경하게 만들었다. 아드보카트의 새 배치 형태는 효과적으로 발휘하는 것으로 보였으나, 판 데르 파르트는 조역에 그쳤고, 오라녜 (Oranje)는 UEFA 유로 2004에서 4강의 성적을 거두었다.

### 2006년 FIFA 월드컵
그러한 부진에도 불구하고, 판 데르 파르트는 그 다음 시즌 분데스리가에서 훌륭한 활약을 펼쳤고, 판 데르 파르트가 큰 무대에서 빛낼 기회가 2006년 FIFA 월드컵에 찾아왔다. 그러나, 또다시 부상 악령이 되찾아 오면서, 판 데르 파르트는 세르비아 몬테네그로와의 FIFA 월드컵 1차전 경기에서 마르코 판 바스턴 네덜란드 국가대표팀 감독에 의해 출전하지 않게 되었다. 1차전에서의 승리로, 국가대표팀은 "판 데르 파르트" 없는 선수단을 계속해서 배치시켰다. 또다시, 판 데르 파르트는 선수단의 조역에 그쳤고, 그 후로 그는 선수단에서 더 많은 선발 기회를 받기 시작했다.

### UEFA 유로 2008

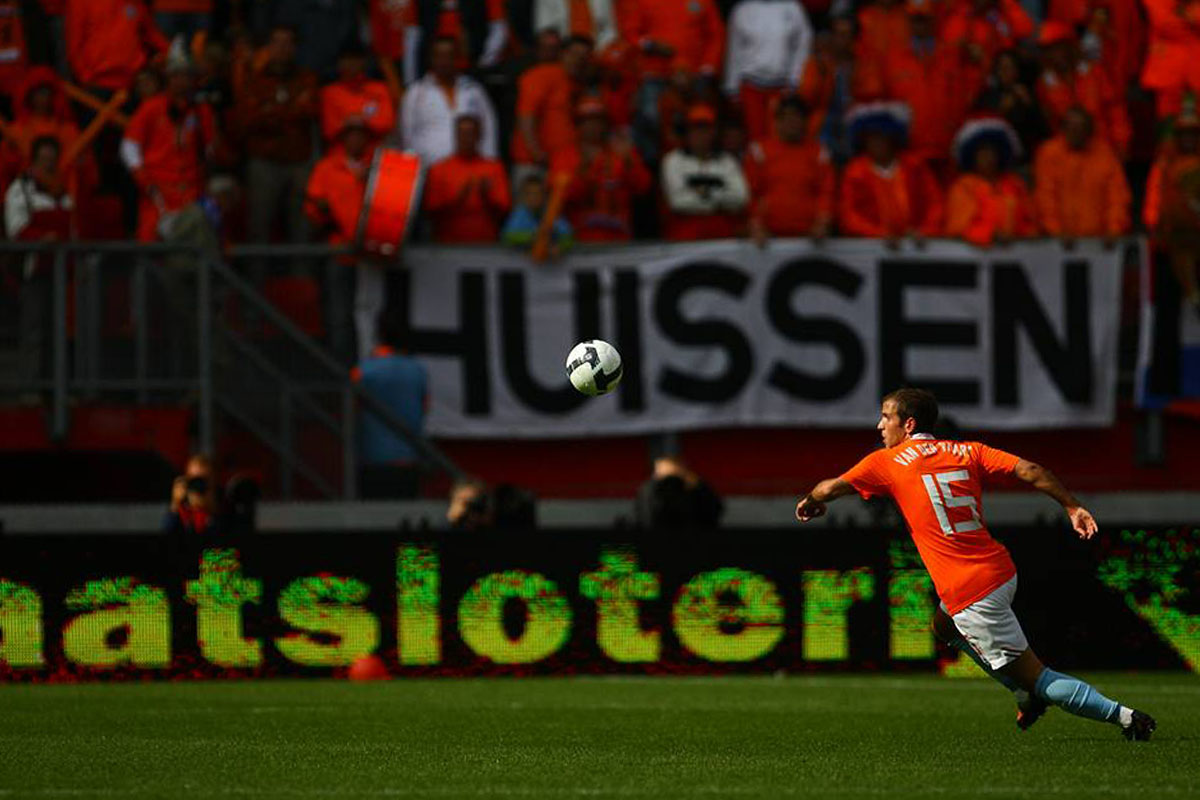
네덜란드 국가대표팀의 판 데르 파르트

판 데르 파르트는 예선 몇 경기를 발목 부상으로 빠졌지만 UEFA 유로 2008을 앞두고 차출되었다. 판 바스턴은 4-2-3-1 배치 형태를 변형하기 시작하면서, 판 데르 파르트는 베슬러이 스네이더르와 함께 디르크 카위트나 로빈 판 페르시와 함께 중원에 배치되었고, 단독 최전방 공격수 뤼트 판 니스텔로이 뒤에 서면서 큰 효과를 발휘했다. 대회 1차전에서, 네덜란드는 세계 정상에 오른 이탈리아를 3-0으로 꺾었고, 판 데르 파르트는 공격 전개에 수 차례 개입했다. 판 바스턴은 이어지는 프랑스와의 경기에서도 그를 다시 선발에 배치했고, 오라녜 (Oranje)는 이 경기도 4-1로 이겼다.

### 2010년 FIFA 월드컵
소속 구단에서 시련을 겪었지만, 판 데르 파르트는 판 바스턴의 후임 감독인 베르트 판 마르베이크 감독에 의해 2010년 FIFA 월드컵 예선전에서 주전으로 기용되었다. 2008년 9월 10일, 그는 마케도니아와의 경기에서 골을 넣어 10달 무득점 기록에 종지부를 찍었고, 경기는 2-1로 이겼다. 그는 예선을 2골과 다수의 도움을 기록하며 마쳤다.
2009년 8월 12일, 판 데르 파르트는 잉글랜드와의 친선전에서 히오바니 판 브론크호르스트가 부재중인 가운데 네덜란드 국가대표팀 주장을 맡았다. 그는 개러스 배리의 실수를 두 번째 골로 연결해 전반전을 2-0으로 앞서나갔지만, 후반전에 저메인 디포에게 2골을 내리 실점해 2-2로 비겼다.

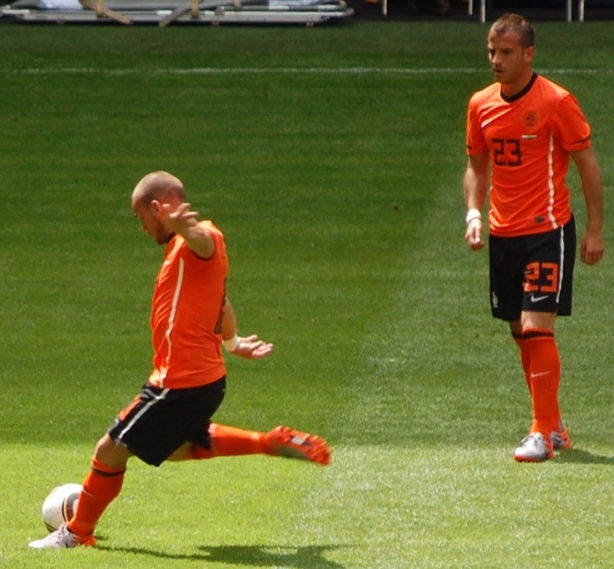
베슬레이 스네이더르와 판 데르 파르트 (오른쪽)

판 데르 파르트는 덴마크, 일본, 그리고 카메룬을 상대로 한 3번의 2010년 FIFA 월드컵 조별 리그 경기에 선발로 출전했지만, 회복한 동료 아르연 로번이 카메룬전에서 그와 교체로 투입되어 복귀한 것을 기점으로 후보로 내려앉았다. 그는 프리킥으로 들어온 공을 팔로 막아 카메룬에게 페널티킥을 헌납한 후 교체되어 나갔다. 그러나, 그는 우루과이와의 준결승전에서 부상당한 데미 더 제이우와 교체로 들어가면서 또 출전했다. 그는 오라녜가 3-2로 이기고 결승전에 진출할 수 있게 도왔다. 그는 스페인과의 결승전에도 출전했는데, 추가 시간을 앞두고 나이젤 더 용과 교체되어 들어갔다. 네덜란드는 안드레스 이니에스타에게 1-0 결승골을 헌납해 패하였다. 그는 교체로 나가는 히오바니 판 브론크호르스트의 주장 완장을 받기도 했다.

### UEFA 유로 2012
판 데르 파르트는 덴마크와의 1차전에서 교체로 출전하는 것으로 UEFA 유로 2012를 시작했지만 패했다. 그는 독일과의 2차전에도 교체로 출전했고, 네덜란드 주장 마르크 판 보멀과 교체로 출전한 그는 주장 완장을 받았다. 후반전에 들어 그는 더 많은 공격 기회를 창출해 골로 연결했지만, 이 경기도 패했다. 판 데르 파르트는 포르투갈과의 조별 리그 최종전에서 주장으로 선발 출전했고, 골을 기록해 네덜란드에 조별 리그를 통과할 실날 같은 희망을 가져다 주었다. 그러나, 크리스티아누 호날두에 2골을 헌납하며 포르투갈과의 최종전도 1-2로 패해 네덜란드는 조기에 탈락했다.

### 2014년 FIFA 월드컵
판 데르 파르트는 루이 판 할 감독에 의해 2014년 FIFA 월드컵 30인 예비 명단에 이름을 올렸지만 5월 28일, 최종 명단 발표 사흘을 앞두고 훈련 도중 종아리 부상을 당해 명단에서 제외되었다.

## 사생활

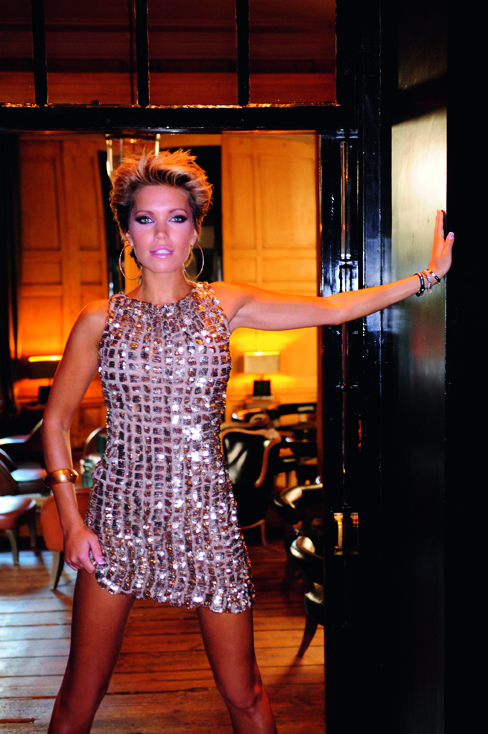
판 데르 파르트는 2005년에 실비 메이스를 배우자로 맞이했다

2005년 6월 10일, 판 데르 파르트는 실비 메이스를 배우자로 맞이했고, 2006년 5월 28일에는 아들 다미안 라파엘을 득남했다. 몇몇 언론들은 둘은 "새로운 베컴 부부"로 수식했지만, 둘은 평범한 삶을 살기를 원한다며 주장을 부인했다.
2009년 여름, 레알 마드리드는 판 데르 파르트를 매각하려 했지만, 마드리드 잔류를 선택했는데, 이는 그의 아내가 암투병중이었기 때문이었다고 밝혔다. 1년 후, 잉글랜드 이적에 대해, 판 데르 파르트는 "그녀가 중병을 앓고 있었고, 키론 병원에서 치료를 받은 것이 사실이었습니다. 전 시즌, 그들은 제가 떠나기를 원했지만, 그 이유로 떠날 수 없었습니다. 이제 그녀는 건강하고 이 사태가 발생한 것은 마드리드가 저를 팔기 원했고, 저는 다시 축구를 즐기고 싶었으며, 토트넘도 훌륭한 구단이고 제가 필요한 축구를 할 기회를 줄 것입니다"라고 입을 열었다.
2010년, 판 데르 파르트는 전자우편을 통해 아내가 네덜란드 항공 비행사와 관계를 맺은 것을 발견했다. 2012년 신년 전야에, 판 데르 파르트와 그의 아내는 가정폭력으로 이혼했다고 주장했지만, 판 데르 파르트는 그녀의 주장을 부인했다. 그는 이후 자신의 행동에 사과했고 전 부부는 이혼하면서도 깔끔하게 해어졌다.
2016년 8월, 판 데르 파르트는 덴마크의 팀 에스비에르에서 뛰는 네덜란드의 핸드볼 선수 에스타바나 폴만과 관계를 가진 것으로 보도되었다. 이는 그의 덴마크 미트윌란행에 영향을 끼친 것으로 알려졌다.

## 경력 통계

### 클럽
2018년 11월 1일 기준
| 클럽          | 시즌      | 리그 | 리그 | 컵   | 컵 | 리그 컵 | 리그 컵 | 유럽 | 유럽 | 기타 | 기타 | 합계 | 합계 |
| 클럽          | 시즌      | 출장 | 골   | 출장 | 골 | 출장    | 골      | 출장 | 골   | 출장 | 골   | 출장 | 골   |
| ------------- | --------- | ---- | ---- | ---- | -- | ------- | ------- | ---- | ---- | ---- | ---- | ---- | ---- |
| 아약스        | 1999–2000 | 1    | 0    | 0    | 0  | —       | —       | 0    | 0    | —    | —    | 1    | 0    |
| 아약스        | 2000–01   | 27   | 7    | 1    | 0  | —       | —       | 4    | 2    | —    | —    | 32   | 9    |
| 아약스        | 2001–02   | 20   | 14   | 2    | 2  | —       | —       | 5    | 1    | —    | —    | 27   | 17   |
| 아약스        | 2002–03   | 21   | 18   | 2    | 0  | —       | —       | 6    | 2    | 1    | 2    | 30   | 22   |
| 아약스        | 2003–04   | 26   | 7    | 1    | 0  | —       | —       | 7    | 1    | —    | —    | 34   | 8    |
| 아약스        | 2004–05   | 22   | 6    | 2    | 0  | —       | —       | 7    | 1    | 1    | 0    | 32   | 7    |
| 아약스        | 합계      | 117  | 52   | 8    | 2  | —       | —       | 29   | 7    | 2    | 2    | 156  | 63   |
| 함부르크      | 2005–06   | 19   | 9    | 2    | 0  | —       | —       | 8    | 5    | 7    | 2    | 36   | 16   |
| 함부르크      | 2006–07   | 26   | 8    | 0    | 0  | 2       | 0       | 5    | 3    | —    | —    | 33   | 11   |
| 함부르크      | 2007–08   | 29   | 12   | 4    | 4  | —       | —       | 9    | 3    | 2    | 2    | 44   | 21   |
| 함부르크      | 합계      | 74   | 29   | 6    | 4  | 2       | 0       | 22   | 11   | 9    | 4    | 113  | 48   |
| 레알 마드리드 | 2008–09   | 32   | 5    | 1    | 0  | —       | —       | 7    | 0    | 2    | 0    | 42   | 5    |
| 레알 마드리드 | 2009–10   | 26   | 6    | 2    | 1  | —       | —       | 3    | 0    | —    | —    | 31   | 7    |
| 레알 마드리드 | 합계      | 58   | 11   | 3    | 1  | —       | —       | 10   | 0    | 2    | 0    | 73   | 12   |
| 토트넘 홋스퍼 | 2010–11   | 28   | 13   | 1    | 0  | 0       | 0       | 7    | 2    | —    | —    | 36   | 15   |
| 토트넘 홋스퍼 | 2011–12   | 33   | 11   | 4    | 1  | 1       | 0       | 1    | 1    | —    | —    | 39   | 13   |
| 토트넘 홋스퍼 | 2012–13   | 2    | 0    | 0    | 0  | 0       | 0       | 0    | 0    | —    | —    | 2    | 0    |
| 토트넘 홋스퍼 | 합계      | 63   | 24   | 5    | 1  | 1       | 0       | 8    | 3    | —    | —    | 77   | 28   |
| 함부르크      | 2012–13   | 27   | 5    | 0    | 0  | —       | —       | —    | —    | —    | —    | 27   | 5    |
| 함부르크      | 2013–14   | 27   | 7    | 3    | 1  | —       | —       | —    | —    | 2    | 0    | 32   | 8    |
| 함부르크      | 2014–15   | 24   | 4    | 2    | 1  | —       | —       | —    | —    | 1    | 0    | 27   | 5    |
| 함부르크      | 합계      | 78   | 16   | 5    | 2  | —       | —       | —    | —    | 3    | 0    | 86   | 18   |
| 베티스        | 2015–16   | 7    | 0    | 2    | 0  | —       | —       | —    | —    | —    | —    | 9    | 0    |
| 베티스        | 합계      | 7    | 0    | 2    | 0  | —       | —       | —    | —    | —    | —    | 9    | 0    |
| 미트윌란      | 2016–17   | 15   | 2    | 2    | 0  | —       | —       | 1    | 0    | —    | —    | 18   | 2    |
| 미트윌란      | 2017–18   | 2    | 0    | 0    | 0  | —       | —       | 0    | 0    | —    | —    | 2    | 0    |
| 미트윌란      | 합계      | 17   | 2    | 2    | 0  | —       | —       | 1    | 0    | —    | —    | 20   | 2    |
| 에스비에르 fB | 2018–19   | 3    | 0    | 1    | 0  | —       | —       | —    | —    | —    | —    | 4    | 0    |
| 에스비에르 fB | 합계      | 3    | 0    | 1    | 0  | —       | —       | —    | —    | —    | —    | 4    | 0    |
| 경력 통계     | 경력 통계 | 417  | 135  | 32   | 10 | 3       | 0       | 70   | 21   | 16   | 6    | 538  | 171  |

### 국가대표팀
2013년 11월 19일 기준
| 네덜란드 국가대표팀 | 네덜란드 국가대표팀 | 네덜란드 국가대표팀 |
| 연도                | 출장                | 골                  |
| ------------------- | ------------------- | ------------------- |
| 2001                | 1                   | 0                   |
| 2002                | 2                   | 0                   |
| 2003                | 10                  | 3                   |
| 2004                | 13                  | 1                   |
| 2005                | 9                   | 2                   |
| 2006                | 5                   | 1                   |
| 2007                | 10                  | 5                   |
| 2008                | 14                  | 1                   |
| 2009                | 10                  | 2                   |
| 2010                | 14                  | 1                   |
| 2011                | 5                   | 1                   |
| 2012                | 10                  | 4                   |
| 2013                | 6                   | 4                   |
| 합계                | 109                 | 25                  |

## 수상

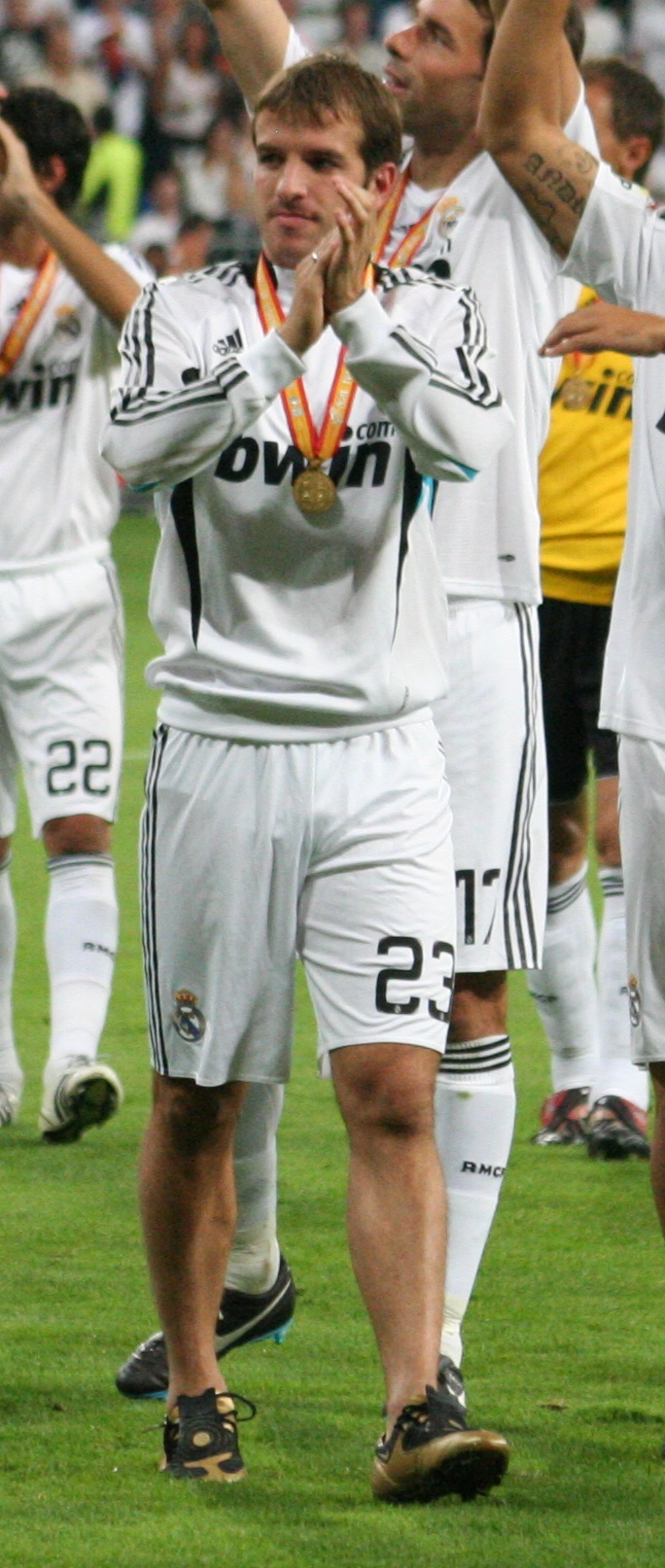
레알 마드리드에서 수페르코파 데 에스파냐 우승을 자축하는 판 데르 파르트

### 클럽
아약스
- 에레디비시: 2001–02, 2003–04
- KNVB컵: 2001–02
- 요한 크라위프 스할: 2002

함부르크
- UEFA 인터토토컵: 2005, 2007

레알 마드리드
- 수페르코파 데 에스파냐: 2008

### 국가대표팀
네덜란드
- FIFA 월드컵 준우승: 2010

### 개인
- 아약스 미래의 재능: 1999
- 아약스 올해의 신인 선수: 2000
- 아약스 올해의 선수: 2001
- 암스테르담 올해의 신인 체육인: 2000
- 암스테르담 올해의 체육인: 2001
- 암스테르담 대회 최우수 선수: 2001
- 네덜란드 올해의 축구 선수: 2001
- 유럽 올해의 신인 선수: 2002
- 골든 보이상: 2003
- 프리미어리그 이달의 선수상: 2010년 10월

## 같이 보기
- A매치 100경기 이상 출전한 축구 선수 명단